# Bordeira
Bordeira es una freguesia portuguesa del municipio de Aljezur, tiene 80,15 km² de área y 492 habitantes (2001). Densidad: 6,1 hab/km².
- Datos: Q893397
- Multimedia: Bordeira (Aljezur) / Q893397

1. ↑  Worldpostalcodes.org,código postal n.º 8670.